# Шписхайм
Шписхайм (нем. Spiesheim) — община в Германии, в земле Рейнланд-Пфальц. 
Входит в состав района Альцай-Вормс. Подчиняется управлению Вёррштадт.  Население составляет 1007 человек (на 31 декабря 2010 года). Занимает площадь 7,31 км².